# Eutychios av Alexandria
Eutychios av Alexandria eller Sa'id ibn Batriq, född 876, död 939, var en kristen arabisk författare.
Eutychios var patriark i Alexandria från 933. Han har skrivit en mängd, delvis förlorade arbeten på arabiska, förför allt i medicin och historia, däribland världshistorien Nazm al-djau'har ("Pärlbandet"), utgiven av Edward Pococke 1658–1659.